# Wheatland (Missouri)
Pour les articles homonymes, voir Wheatland.
La ville de Wheatland est située dans le comté de Hickory, dans l’État du Missouri, aux États-Unis. Sa population s’élevait à 371 habitants lors du recensement de 2010, estimée à 367 habitants en 2018.

## Histoire
Wheatland a été établie en 1869.

## Démographie
| Groupe            | Wheatland | Missouri | États-Unis |
| ----------------- | --------- | -------- | ---------- |
| Blancs            | 94,1      | 82,8     | 72,4       |
| Afro-Américains   | 1,6       | 11,6     | 12,6       |
| Océaniens         | 1,9       | 0,1      | 0,2        |
| Autres            | 1,6       | 2,9      | 11,0       |
| Amérindiens       | 0,5       | 0,5      | 0,9        |
| Métis             | 0,3       | 2,1      | 2,9        |
| Total             | 100       | 100      | 100        |
|                   |           |          |            |
| Latino-Américains | 1,6       | 3,6      | 16,4       |

Selon l'American Community Survey pour la période 2010-2014, 100 % de la population âgée de plus de 5 ans déclare parler l'anglais à la maison.

## Source
- (en) Cet article est partiellement ou en totalité issu de l’article de Wikipédia en anglais intitulé « Wheatland, Missouri » (voir la liste des auteurs).

1. ↑  Eaton, David Wolfe, How Missouri Counties, Towns and Streams Were Named, The State Historical Society of Missouri, 1916, 173 p. (lire en ligne).
2. ↑  (en) « Wheatland, MO Population - Census 2010 and 2000 », sur censusviewer.com.
3. ↑  (en) « Population of Missouri - Census 2010 and 2000 », sur censusviewer.com.
4. ↑  (en) « Language spoken at home by ability to speak english for the population 5 years and over. Universe: Population 5 years and over », sur factfinder.census.gov.